# Linnaemya pallidohirta
Linnaemya pallidohirta är en tvåvingeart som beskrevs av Chao 1962. Linnaemya pallidohirta ingår i släktet Linnaemya och familjen parasitflugor. Inga underarter finns listade i Catalogue of Life.